# Gonzalo García de Castilla
Gonzalo García, (fallecido después de 978) hijo del conde de Castilla, García Fernández y su esposa Ava de Ribagorza, fue un noble y posiblemente el origen de la importante casa de Lara.
Tradicionalmente, se ha considerado que el linaje de los Salvadores desciende del conde Fernán González. Según la profesora y medievalista Margarita Torres, Salvador González y Munio González, el genearca de los Lara, fueron hijos de Gonzalo García. Sin embargo, el historiador Gonzalo Martínez Díez argumenta que con la documentación medieval disponible, es imposible confirmar esta filiación. Según Justo Pérez de Urbel en su obra Sancho el Mayor de Navarra «En Castilla había descendientes directos de Fernán González por línea masculina (...) y los Salvadores descendían del segundo matrimonio del gran conde».
Gonzalo aparece solamente una vez en la documentación, el 24 de noviembre de 978 cuando sus padres fundaron el Infantazgo de Covarrubias para su hija Urraca. Existen otros tres documentos del monasterio de San Pedro de Cardeña datados el 11 de julio de 972 donde Gonzalo aparece con sus padres y su hermano Sancho, aunque estos documentos son considerados falsificaciones.

## Posible descendencia
Siguiendo la hipótesis de Margarita Torres, Gonzalo García fue el padre de:
- Munio González, documentado entre 1033 y 1037 como tenente en Álava y en Lantarón, y entre 1067 y 1082 en Viesgo y en Asturias de Santillana. Aparece frecuentemente en la documentación acompañado por sus sobrinos Gonzalo y Álvaro Salvadóres.[4] Fue probablemente el padre de Gonzalo Núñez, tenente en Lara y en el que «coinciden historiadores y genealogistas antiguos y modernos pues con él se inicia la historia documentalmente probada del linaje».[9]
- Salvador González, magnate castellano, tenente en La Bureba y cabeza del linaje de los Salvadores.[4]

Ambos hermanos fueron vasallos del rey Sancho Garcés III de Pamplona.